# Долгое путешествие к морю
«Долгое путешествие к морю» (лит. Ilga kelionė prie jūros) — советский фильм 1976 года режиссёра Альгирдаса Араминаса.

## Сюжет
Он и Она едут на поезде к морю, чтоб провести отпуск и отпраздновать свадьбу. Он уже немолод, из себя невидный, бросивший жену из-за любви к Ней. Она — гораздо его моложе, привлекательная, женственная, знающая, как пользоваться своими чарами.
Их попутчики по купе — Фокусник — словно только что появившийся из воздуха вместе со своим огромным попугаем, и — Бабушка — чрезвычайно колоритная, жизнерадостная и неугомонная старушка, едущая, как она говорит, на побывку к сыну и охотно делящаяся с новыми попутчиками каждый раз совершенно непохожими на предыдущие сведения о нём — он то моряк, то ответственный работник, то счастливый семьянин, то одинокий горемыка.
Не слишком уютный вагон, в котором проводница словно старалась напомнить пассажирам, что они не у себя дома, превращается по воле их попутчиков в воплощение наяву их мечты о радости и счастье и дорога к морю ведёт к встрече с самым заветным: Он и Она станут мужем и женой — поженятся прямо в поезде, устроив банкет в вагоне-ресторане.
Уже отдыхая на море Он и Она вдруг заметят их попутчицу — Бабушку, которая невдалеке от пляжа найдёт своего сына — со словами «Здравствуй, сынок! Это я, твоя мама…», возлагающую цветы к памятнику на братской могиле советских солдат, павших в годы Великой Отечественной войны.

## В ролях
- Валентина Сперантова — старушка
- Даля Сторик — Она
- Римгаудас Карвялис — Он
- Галина Даугуветите — проводница
- Валдас Ятаутис — фокусник
- Повилас Гайдис — капитан
- Балис Бараускас — милиционер
- Мартинас Чибирас — Андрюс
- Альгимантас Мажуолис — Йонас
- Эугения Плешките — жена Йонаса
- Гедиминас Пранцкунас — эпизод
- Стяпас Юкна — эпизод

Фильм дублирован на русский язык на киностудии «Ленфильм». Режиссёр дубляжа — Михаил Короткевич, звукооператор — Эдуард Ванунц. Роли дублировали:
- Эрнст Романов — Он
- Евгения Ветлова — Она
- Ирина Губанова — проводница
- Владимир Четвериков — фокусник

## Прокат
Фильм посмотрели 1,2 млн зрителей при тираже 143 копии.